# Dracula (serie televisiva)
Dracula è una serie televisiva statunitense e britannica di genere fantasy creata da Cole Haddon, che ha debuttato il 25 ottobre 2013 su NBC negli Stati Uniti e su Sky Living nel Regno Unito. È un libero adattamento dell'omonimo libro di Bram Stoker, Dracula.
Il 10 maggio 2014, dopo la trasmissione di una sola stagione, la serie è stata cancellata da NBC.

## Trama
L'imprenditore americano Alexander Grayson si reca nella Londra del XIX secolo per portare e introdurre la scienza moderna nella società vittoriana. In realtà, Grayson non è altri che Vlad III, meglio conosciuto come Dracula. Egli è un vampiro e il suo vero scopo è distruggere l'Ordine del Drago, ordine fondamentalista cristiano che, secoli prima, ha ucciso sua moglie Ilona e lo ha tramutato in un mostro per prolungare la sua agonia. Gli unici che conoscono il segreto di Grayson sono il suo fedele assistente ed avvocato, Renfield, e il professor Abraham Van Helsing. Quest'ultimo, anch'egli con lo scopo di sconfiggere l'Ordine del Drago, lo aiuterà ad esporsi alla luce del Sole, solitamente fatale per Dracula, grazie ai suoi continui esperimenti sul sangue del vampiro. Durante la sua residenza a Londra, Grayson si innamora di Mina Murray, donna che sembra essere la reincarnazione della defunta moglie. Riuscirà ad avvicinarla assumendo il fidanzato di Mina, Jonathan Harker, un noto giornalista. I risvolti di questa collaborazione porteranno alla distruzione del rapporto tra la coppia e lo stesso Jonathan si aggregherà all'Ordine del Drago.

## Episodi
La prima e unica stagione è andata in onda in prima visione su NBC dal 25 ottobre 2013 al 24 gennaio 2014.
In Italia la stagione è stata trasmessa in prima visione assoluta su Mya dal 15 marzo al 17 maggio 2014.
| Stagione       | Episodi | Prima TV USA | Prima TV Italia |
| -------------- | ------- | ------------ | --------------- |
| Prima stagione | 10      | 2013-2014    | 2014            |

## Personaggi e interpreti

### Principali
- Dracula/Alexander Grayson/Vlad Tepes, interpretato da Jonathan Rhys Meyers, doppiato da Simone D'Andrea.
- Mina Murray/Ilona, interpretata da Jessica De Gouw, doppiata da Gemma Donati.
Studentessa di medicina e la reincarnazione della defunta moglie di Dracula.
- Abraham Van Helsing, interpretato da Thomas Kretschmann, doppiato da Angelo Maggi.
Professore di Mina all'università, alleato di Grayson ed ex membro dell'Ordine del Drago.
- Lady Jayne Wheterby, interpretata da Victoria Smurfit, doppiata da Claudia Catani.
Esperta cacciatrice di vampiri che lavora per l'Ordine del Drago. Viene sedotta da Grayson e se ne innamora, all'insaputa della sua vera natura.
- Jonathan Harker, interpretato da Oliver Jackson-Cohen, doppiato da Gianfranco Miranda.
Giornalista che scala disperatamente le classi dell'aristocrazia e fidanzato di Mina.
- R.M. Renfield, interpretato da Nonso Anozie, doppiato da Massimo Bitossi.
Confidente leale di Dracula e custode di segreti.
- Lucy Westenra, interpretata da Katie McGrath, doppiata da Chiara Gioncardi.
Ricca ragazza dell'alta società che nutre sentimenti romantici per Mina, la sua migliore amica.

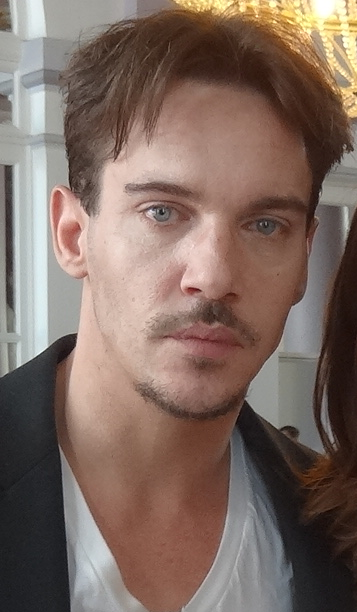
Jonathan Rhys-Meyers
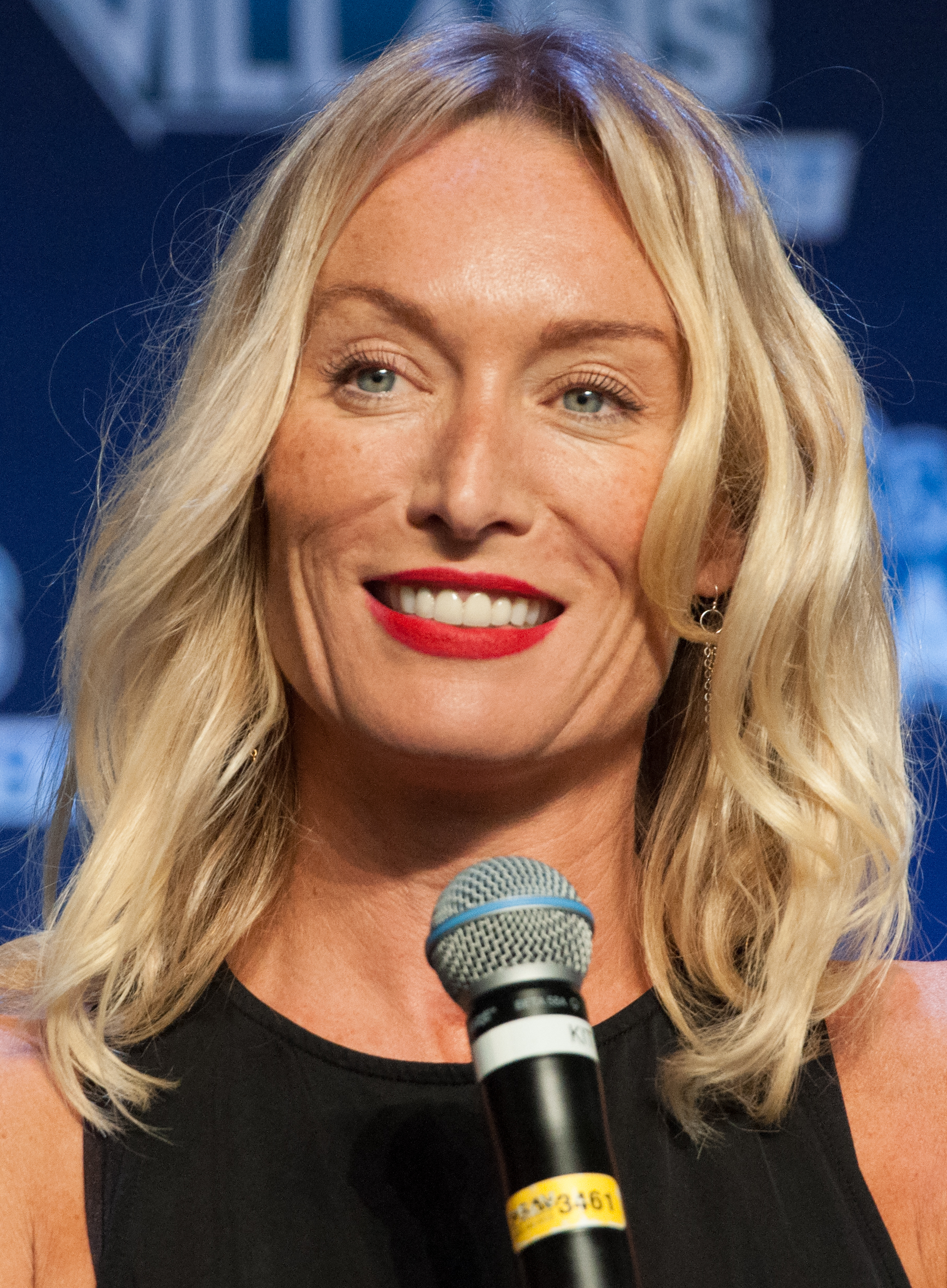
Victoria Smurfit
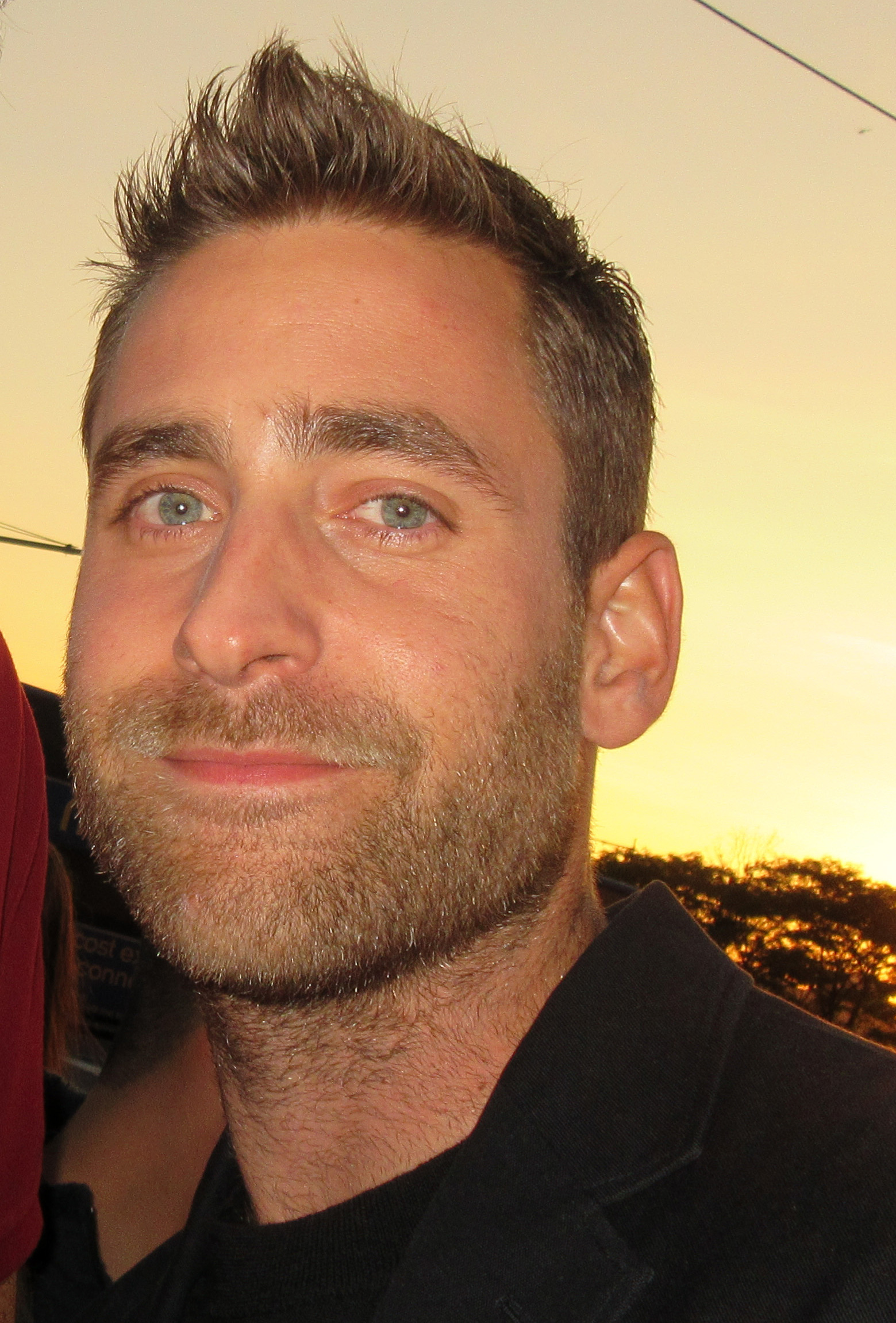
Oliver Jackson-Cohen
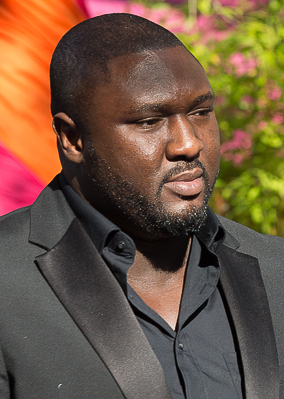
Nonso Anozie
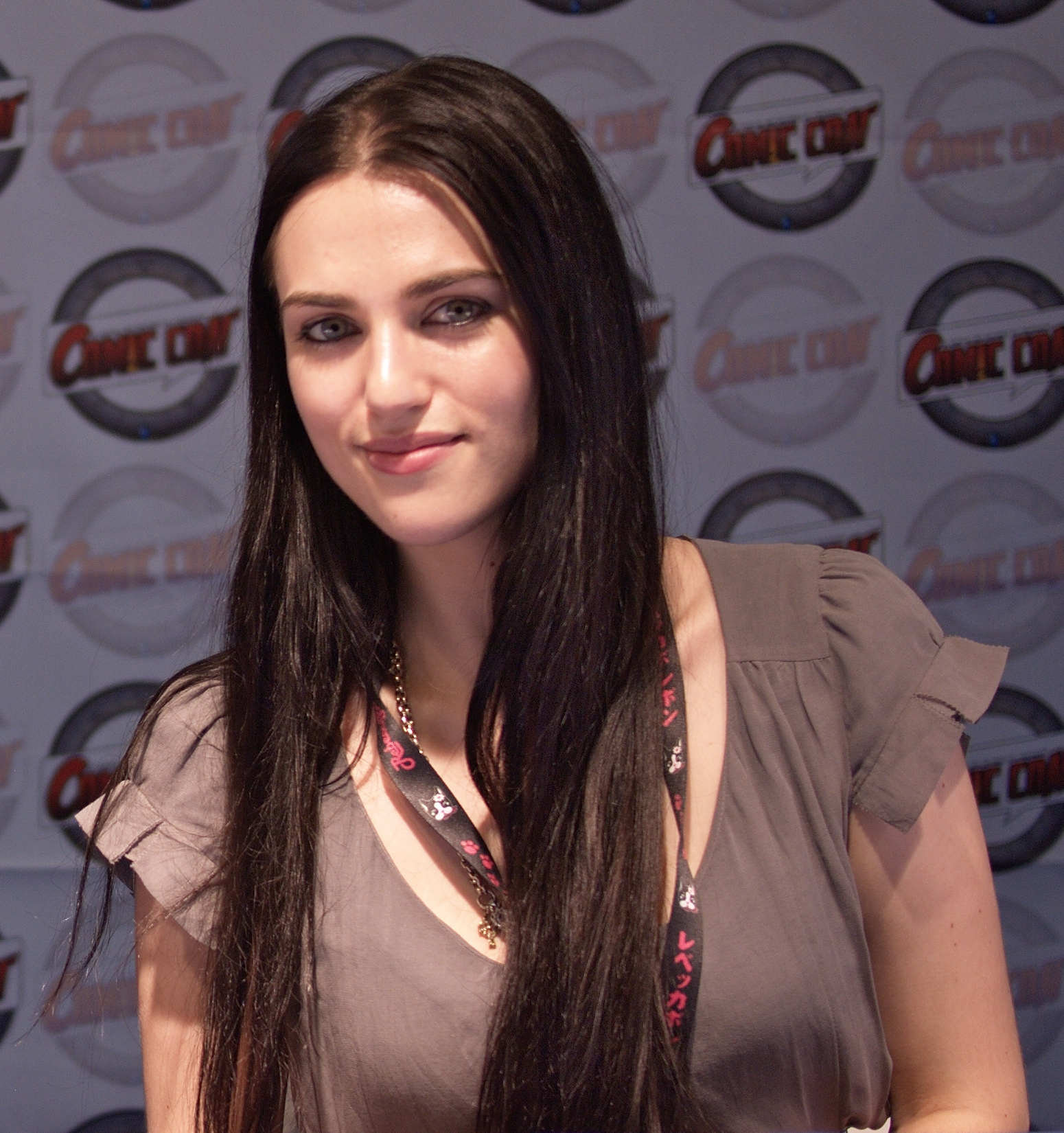
Katie McGrath

### Ricorrenti
- Lord Browning, interpretato da Ben Miles, doppiato da Alessio Cigliano.
Capo dell'Ordine del Drago.
- Lord Thomas Davenport, interpretato da Robert Bathurst, doppiato da Luca Biagini.
Membro influente dell'Ordine del Drago.
- Szabo, interpretato da Miklós Bányai, doppiato da Giuseppe Ippoliti.
Amico di Harker ed ex collega al giornale.
- Joseph Kowalski, interpretato da Phil McKee, doppiato da Raffaele Palmieri.
Capo degli ingegneri di Grayson.
- Dott. William Murray, interpretato da Anthony Calf, doppiato da Antonio Angrisano.
Padre di Mina e direttore del Bethlem Royal Hospital.
- Minerva Westenra, interpretata da Jemma Redgrave, doppiata da Antonella Giannini.
Madre di Lucy.
- Kaha Ruma/"Il marocchino", interpretato da Tamer Hassan, doppiato da Mauro Magliozzi.

## Produzione
La NBC ha annunciato la serie nel gennaio 2012 e la produzione è cominciata nel febbraio 2013 a Budapest.